# Tour d'Émilie 2022
La 105e édition du Tour d'Émilie, une course cycliste masculine a lieu en Italie le 1er octobre 2022. La course, disputée sur 198,7 kilomètres entre Carpi et San Luca, fait partie du calendrier UCI ProSeries 2022 (deuxième niveau mondial) en catégorie 1.Pro. C'est également une manche de la Coupe d'Italie de cyclisme sur route 2022.

## Parcours
Partant de Carpi, petite ville située à une quinzaine de kilomètres au nord de Modène, la première partie de la course ne présente guère de difficultés. La seconde partie est plus montagneuse et escalade le Ca' Bortolani puis la Medelana (sommet à 71 km de l'arrivée). La dernière partie est courue sur un circuit de 9,3 kilomètres tracé au sud-ouest de la ville de Bologne à accomplir à cinq reprises et comprenant la côte de Madonna di San Luca (2,1 kilomètres à 10,8 %) au sommet de laquelle se situe la ligne d'arrivée.

## Équipes participantes
| WorldTeams (16)- AG2R Citroën Team - Astana Qazaqstan Team - Bora-Hansgrohe - Cofidis - EF Education-EasyPost - Groupama-FDJ - Ineos Grenadiers - Intermarché-Wanty-Gobert Matériaux - Israel-Premier Tech - Jumbo-Visma - Lotto-Soudal - Movistar Team - Quick-Step Alpha Vinyl - BikeExchange-Jayco - Trek-Segafredo - UAE Team Emirates ProTeams (9)- Alpecin-Deceuninck - Arkéa-Samsic - Bardiani-CSF-Faizanè - Bingoal Pauwels Sauces WB - Caja Rural-Seguros RGA - Drone Hopper-Androni Giocattoli - Eolo-Kometa - Equipo Kern Pharma - TotalEnergies |
| |

## Classements

### Classement final
| \| Classement général \| Classement général \| Classement général \| Classement général \| Classement général \| \| Coureur \| Coureur \| Pays \| Équipe \| Temps \| \| ------------------ \| ------------------ \| ------------------ \| ---------------------------------- \| ------------------ \| \| 1er \| Enric Mas \| Espagne \| Movistar Team \| 4 h 55 min 31 s \| \| 2e \| Tadej Pogačar \| Slovénie \| UAE Team Emirates \| + 11 s \| \| 3e \| Domenico Pozzovivo \| Italie \| Intermarché-Wanty-Gobert Matériaux \| + 14 s \| \| 4e \| Alejandro Valverde \| Espagne \| Movistar Team \| + 26 s \| \| 5e \| Rigoberto Urán \| Colombie \| EF Education-EasyPost \| + 31 s \| \| 6e \| Lorenzo Fortunato \| Italie \| Eolo-Kometa \| + 37 s \| \| 7e \| Rubén Fernández \| Espagne \| Cofidis \| + 46 s \| \| 8e \| Rudy Molard \| France \| Groupama-FDJ \| + 53 s \| \| 9e \| Davide Formolo \| Italie \| UAE Team Emirates \| + 1 min 12 s \| \| 10e \| Michael Storer \| Australie \| Groupama-FDJ \| + 1 min 13 s \| |                    |           |                                    |                 |
| |                    |           |                                    |                 |
| Source : ProCyclingStats |                    |           |                                    |                 |
| Classement général |                    |           |                                    |                 |
| Coureur | Coureur            | Pays      | Équipe                             | Temps           |
| 1er | Enric Mas          | Espagne   | Movistar Team                      | 4 h 55 min 31 s |
| 2e | Tadej Pogačar      | Slovénie  | UAE Team Emirates                  | + 11 s          |
| 3e | Domenico Pozzovivo | Italie    | Intermarché-Wanty-Gobert Matériaux | + 14 s          |
| 4e | Alejandro Valverde | Espagne   | Movistar Team                      | + 26 s          |
| 5e | Rigoberto Urán     | Colombie  | EF Education-EasyPost              | + 31 s          |
| 6e | Lorenzo Fortunato  | Italie    | Eolo-Kometa                        | + 37 s          |
| 7e | Rubén Fernández    | Espagne   | Cofidis                            | + 46 s          |
| 8e | Rudy Molard        | France    | Groupama-FDJ                       | + 53 s          |
| 9e | Davide Formolo     | Italie    | UAE Team Emirates                  | + 1 min 12 s    |
| 10e | Michael Storer     | Australie | Groupama-FDJ                       | + 1 min 13 s    |

### Classements UCI
La course attribue des points au Classement mondial UCI 2022 selon le barème suivant.
| Position           | 1er | 2e  | 3e  | 4e  | 5e | 6e | 7e | 8e | 9e | 10e | 11e | 12e | 13e | 14e | 15e | 16e à 30e | 31e à 40e |
| Classement général | 200 | 150 | 125 | 100 | 85 | 70 | 60 | 50 | 40 | 35  | 30  | 25  | 20  | 15  | 10  | 5         | 3         |